# Xabib ibn Yazid
Xabib ibn Yazid ibn Nuaym aix-Xaybaní al-Kharijí (àrab: شبيب بن يَزيد بن نعيم الشيباني الخارِجي, Xabīb b. Yazīd b. Nuʿaym ax-Xaybānī al-Ḫārijī) (vers 647 - vers 697) fou un cap militar kharigita del segle vii.
El seu pare vivia a Kufa i va emigrar a Mossul participant en les ràtzies de Salman ibn Radi al-Bahilí cap al nord, i en una d'elles va agafar una dona amb la que va tenir a Xabib. Va créixer a Mossul i va servir a l'exèrcit lluitant contra els kurds. Enfrontat al califa Abd-al-Màlik ibn Marwan es va revoltar i va organitzar una guerrilla kharigita formada principalment per membres de la tribu dels Banu Xayban. Va agafar la direcció dels kharigites de la regió de Dara que dirigia l'asceta Sàlih ibn Mussàrrib quan aquest va morir en combat a al-Mudabbadj, contra el general al-Hàrith ibn Umayra al-Hamdaní; segons uns Xabib de fet ja es considerava a les seves ordes mentre altre consideren la seva revolta completament independent. Amb les forces reunides va avançar cap a Mossul i va vèncer Khanikin i Nahrawan,va arribar fins a Kufa i Rudhbar i va derrotar Zayda ibn Qudama i després al-Batt a Uthman ibn Qàtan al-Harithí (al límit sud de la província de Mossul, març de 696). A meitat del 696 va conquerir Madain i després va derrotar a Attab ibn Warka ar-Riyahí i va amenaçar Kufa.
Llavors un exèrcit de milers de sirians va marxar contra ell sota comandament de Sufyan ibn al-Àbrad al-Kalbí i el va derrotar prop de Kufa. Després d'una batalla de resultat indeterminat prop d'al-Anbar, va passar a Ahwaz i després a Kirman. Perseguit pels sirians es va ofegar creuant el riu Dujayl (inicis del 697). Un fill seu, Suhari ibn Xabib, es va revoltar més tard contra el governador de Mossul Khàlid al-Qasrí el 737.